# 산조반니발다르노
산조반니발다르노 (San Giovanni Valdarno) 이탈리아 토스카나주의 아레초도에 위치한 코무네 (지방자치단체)이다.

## 역사
이탈리아의 중세 역사가 조반니 빌라니에 따르면, 피렌체 공화국이 1296년에 세웠다고 전해진다. 역사 지구의 설계는 로마 도시들의 배치를 바탕으로 설계되었으며, 중앙에 큰 광장이 있고, 이곳에서 두 개의 주요 도로가 서로 직각을 이루며 뻗어 나간다. 이 주요 도로 두 개에서 보조 도로가 나온다.
산조반니발다르노는 초기 르네상스 화가 마사초가 태어난 곳이다.

## 주요 관광지
- '프레토리오 광장' 또는 '아르놀포 광장' (13세기)
- '산 프란체스코 아 몬테카를로' 수녀원 - 네리 디 비키 (1472년–1475년)의 '성모대관'을 소장하고 있다
- '산타 마리아 델레 그라치에 바실리카' - 1484년에 지어졌으며, 19세기에 신고전 양식 파사드가 더해졌다. 베아토 안젤리코의 '성수태 고지'를 소장하고 있다.
- '산 로렌초' 교회 - 14세기 초

## 자매 도시
- 서사하라 마흐베스
- 미국 코닝 (2003년 이후)[4]
- 미국 웨스트스프링필드
- 보스니아 헤르체고비나 스레브레니차 (2012년 이후)[5]
- 팔레스타인 예리코[6]